# Swjatlana Kudselitsch
Swjatlana Michajlauna Kudselitsch (belarussisch Святлана Міхайлаўна Кудзеліч, engl. Transkription Sviatlana Kudzelich; * 7. Mai 1987 in Pinsk, Belarussische SSR, Sowjetunion) ist eine belarussische Langstrecken- und Hindernisläuferin.

## Sportliche Laufbahn
Erste internationale Erfahrungen sammelte Swjatland Kudselitsch im Jahr 2005, als sie bei den Junioreneuropameisterschaften in Kaunas in 16:33,07 min die Bronzemedaille im 5000-Meter-Lauf gewann. Im Jahr darauf schied sie bei den Juniorenweltmeisterschaften in Peking im 1500-Meter-Lauf mit 4:32,59 min in der Vorrunde aus und erreichte über 5000 Meter in 17:00,03 min Rang zwölf. 2009 gewann sie dann bei den U23-Europameisterschaften in Kaunas in 16:03,85 min die Silbermedaille hinter der Russin Natalja Popkowa und belegte im 10.000-Meter-Lauf in 34:15,12 min Rang fünf. 2010 wurde sie bei den Europameisterschaften in Barcelona in 33:31,33 min über 10.000 m Achte. 2012 nahm sie im Hindernislauf an den Europameisterschaften in Helsinki teil, wurde dort aber bereits im Vorlauf disqualifiziert. Zudem schaffte sie aber die Qualifikation für die Olympischen Spiele in London, bei denen sie mit 9:54,77 min aber den Finaleinzug verpasste.
2014 wurde sie beim Warschau-Halbmarathon nach 1:11:49 h Dritte und belegte bei den Europameisterschaften in Zürich in 9:30,99 min den vierten Platz im Hindernislauf. 2015 feierte sie wohl ihren größten Erfolg, als sie bei den Halleneuropameisterschaften in Prag im 3000-Meter-Lauf mit neuem Landesrekord von 8:48,02 min die Silbermedaille hinter der Russin Jelena Korobkina gewann. Die Russin wurde 2023 nachträglich wegen eines Dopingverstoßes disqualifiziert und Kudseltisch wurde sie Goldmedaille zugesprochen. Im Hindernislauf nahm sie im Sommer an den Weltmeisterschaften in Peking teil, schied dort aber in der Vorrunde aus. Bei den Hallenweltmeisterschaften 2016 in Portland belegte sie in 9:17,45 min den elften Platz über 3000 Meter. Im Hindernislauf nahm sie erneut an den Olympischen Spielen in Rio de Janeiro teil, schied mit 9:32,93 min aber erneut in der Vorrunde aus.
2017 schied sie bei den Halleneuropameisterschaften in Belgrad mit 9:03,21 min über 3000 Meter im Vorlauf aus. Im Jahr darauf wurde sie beim Minsk-Halbmarathon in 1:12:03 h Zweite und erreichte beim Guangzhou-Marathon in 2:32:04 h Rang drei. Zudem nahm sie an den Halbmarathon-Weltmeisterschaften in Valencia teil, konnte dort ihr Rennen aber nicht beenden. Im Sommer belegte sie bei den Europameisterschaften in Berlin in 32:46,34 min Rang sieben über 10.000 Meter und schied im Hindernislauf mit 9:47,89 min im Vorlauf aus. 2019 nahm sie im Marathonlauf an den Weltmeisterschaften in Doha teil und erreichte dort nach 3:00:38 h Rang 32.
Bis September 2020 arbeitete sie im Ministerium für Notsituationen als Inspektorin für Ausbildung und Sport im Bereich der ideologischen Arbeit und des Personals als Oberleutnantin. Während der Proteste in Belarus am 18. August 2020 unterzeichnete sie zusammen mit anderen belarussischen Athleten einen offenen Brief, in dem sie die Gewalt im Land verurteilte und neue Präsidentschaftswahlen forderte. Anschließend wurde sie aus dem Ministerium für Notsituationen entlassen und ihres Gehalts beraubt. Sie wurde auch aus der Nationalmannschaft ausgeschlossen. Ihr Ehemann und Trainer Ihar Schawaranak wurde ebenfalls von Lukaschenkas Regime unterdrückt, da sein Vertrag nicht verlängert wurde. Das Paar bereitete sich jedoch weiterhin alleine auf die Olympischen Sommerspiele 2020 vor.

## Persönliche Bestleistungen
- 1500 Meter: 4:10,76 min, 24. Juli 2015 in Hrodna
  - 1500 Meter (Halle): 4:18,37 min, 24. Februar 2017 in Madrid
- 3000 Meter: 8:48,83 min, 24. Mai 2015 in Hengelo
  - 3000 Meter: 8:48,02 min, 7. März 2015 in Prag (belarussischer Rekord)
- 5000 Meter: 15:42,87 min, 7. Juni 2018 in Brest
- 10.000 Meter: 32:40,61 min, 4. Juni 2011 in Oslo
- Halbmarathon: 1:11:45 h, 7. April 2018 in Prag
- Marathon: 2:31:20 h, 14. April 2019 in Warschau
- 3000 Meter Hindernis: 9:27,95 min, 31. August 2014 in Berlin